# Hiérarchie (mathématiques)
On considère un ensemble {\displaystyle \Omega =(x_{1},\dots ,x_{n})} d'individus et un ensemble {\displaystyle H=\{H_{1},\dots ,H_{g}\}} de parties de {\displaystyle \Omega }. H est une hiérarchie sur {\displaystyle \Omega } si et seulement si :
- {\displaystyle \emptyset \in H}.
- quel que soit i, {\displaystyle \{x_{i}\}\in H}.
- {\displaystyle \Omega \in H}.
- quels que soient k et {\displaystyle \ell }, {\displaystyle H_{k}\cap H_{\ell }=\emptyset } ou {\displaystyle H_{k}\subset H_{\ell }} ou {\displaystyle H_{\ell }\subset H_{k}}.

Par exemple, pour un ensemble {\displaystyle \Omega =(x_{1},x_{2},x_{3},x_{4})} l'ensemble 
{\displaystyle H=\left\{\ \emptyset \ ,\{x_{1}\},\{x_{2}\},\{x_{3}\},\{x_{4}\},\{x_{1},x_{2}\},\{x_{3},x_{4}\},\{x_{1},x_{2},x_{3},x_{4}\}\right\}}
est une hiérarchie.

## Indice sur une hiérarchie
On appelle indice sur un hiérarchie H de {\displaystyle \Omega } une fonction i de {\displaystyle H\backslash \left\{\ \emptyset \ \right\}} dans {\displaystyle \mathbb {R} ^{+}} vérifiant les propriétés :
- si {\displaystyle H_{k}\subset H_{\ell }} et {\displaystyle k\neq \ell }, alors, {\displaystyle i(H_{k})<i(H_{\ell })}.
- quel que soit {\displaystyle x_{i}} de {\displaystyle \Omega }, {\displaystyle i(\{x_{i}\})=0}.

Le couple {\displaystyle (H,i)} est alors appelé hiérarchie indexée.
Dans le cas de données continues, la fonction d'inertie définit un indice. En considérant l'exemple précédent et en considérant que les points {\displaystyle x_{i}} sont des points de {\displaystyle \mathbb {R} ^{2}} de coordonnées 
- {\displaystyle x_{1}=(1,0)\,}
- {\displaystyle x_{2}=(1,0.5)\,}
- {\displaystyle x_{3}=(2,2)\,}
- {\displaystyle x_{4}=(2,2.2)\,}

La fonction d'inertie prend les valeurs suivantes :
- {\displaystyle i\left(\{x_{1}\}\right)=0\,}
- {\displaystyle i\left(\{x_{2}\}\right)=0\,}
- {\displaystyle i\left(\{x_{3}\}\right)=0\,}
- {\displaystyle i\left(\{x_{4}\}\right)=0\,}
- {\displaystyle i\left(\{x_{1},x_{2}\}\right)=1.125\,}
- {\displaystyle i\left(\{x_{3},x_{4}\}\right)=0.2\,}
- {\displaystyle i\left(\{x_{1},x_{2},x_{3},x_{4}\}\right)=4.5674\,}

Une telle hiérarchie peut être représentée par le dendrogramme suivant :

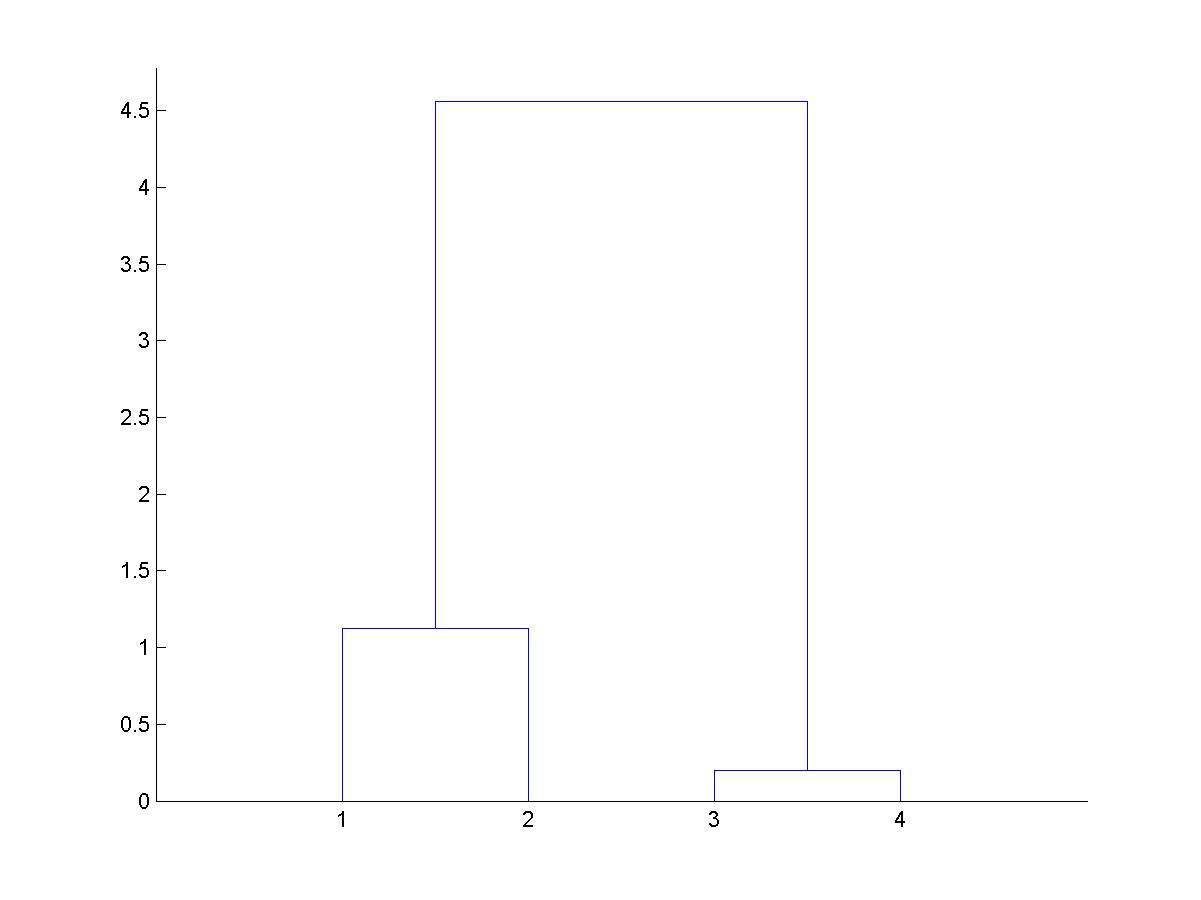